# Bitwa pod Granowem
Bitwa pod Granowem – bitwa stoczona 3 sierpnia 1627 na Pomorzu Nadodrzańskim pomiędzy wojskami duńskimi i cesarskimi siłami Habsburgów w trakcie działań wojny trzydziestoletniej.

## Geneza konfliktu

Mapa działań wojny trzydziestoletniej

Święte Cesarstwo Rzymskie w XVII wieku stanowiło zbiór kilkuset księstw, hrabstw, biskupstw i miast. Było także zróżnicowane pod względem religijnym oraz etnicznym. W Królestwie Czeskim, Saksonii, na Śląsku i księstwach północnych dominowały wyznania protestanckie, zaś Bawaria, Austria i liczne inne (zwłaszcza południowe) księstwa były katolickie. Księstwa protestanckie zrzeszone były w Unii Ewangelickiej, którą kierował elektor-hrabia Palatynatu, a państwa katolickie stworzyły w 1609 roku Ligę Katolicką, pod przewodnictwem Maksymiliana I, księcia Bawarii.
23 maja 1618 doszło do sporu i ostrego konfliktu w zamku królewskim na Hradczanach, który następnie rozprzestrzenił się na całą Rzeszę i stał się wojną między Unią Protestancką a Ligą Katolicką. W dniu 23 maja 1618 rozpoczął się europejski konflikt pomiędzy państwami protestanckimi Świętego Cesarstwa Rzymskiego (I Rzeszy), które wspierane były przez inne państwa europejskie (takie jak Szwecja, Dania, Republika Zjednoczonych Prowincji, Francja), a katolicką dynastią Habsburgów i trwał do 24 października 1648. Katolicyzm reprezentowały państwa podległe Habsburgom (Austria i Hiszpania), niektóre księstwa I Rzeszy (m.in. Bawaria, niemieckie księstwa biskupie, m.in.: arcybiskupstwo Kolonii, arcybiskupstwo Moguncji oraz arcybiskupstwo Trewiru).
Katolikom swojego wsparcia oficjalnie nie udzieliła Rzeczpospolita Obojga Narodów, jednak polskie oddziały lisowczyków (8–10 tys. żołnierzy) uczestniczyły w konflikcie, za zgodą króla Zygmunta III Wazy. Po stronie protestanckich państw Rzeszy (m.in. Czech – w tym Śląska, Palatynatu, Brandenburgii, Saksonii, księstw meklemburskich) stanęła Dania, Siedmiogród, Szwecja i katolicka Francja. W latach 1625–1629 uczestniczyła w wojnie protestancka Dania, która wystawiła 20-tysięczną armię, sprzyjała jej katolicka Francja. Wojska protestanckie dowodzone przez Mansfelda, zostały rozbite w 1626 przez Wallensteina w bitwie pod Dessau.
Główne siły duńskie Chrystiana IV przegrały kolejne starcie w bitwie pod Lutter am Barenberge z wojskami Johana Tilly’ego. Niedługo po tych wydarzeniach zmarł Mansfeld. Sytuację Duńczyków skomplikowało zaangażowanie protestanckiej Szwecji w wojnę z Polską oraz brak interwencji Francji. 22 maja 1629 podpisano pokój w Lubece, na mocy którego Danii przywrócono utracone terytoria pod warunkiem nieingerowania w sprawy państw Rzeszy. 12 maja 1629 król duński Chrystian IV został zmuszony do podpisania pokoju w Lubece i zaprzestania działań zbrojnych.

## Tło historyczne przed potyczką

### Działania poprzedzające
Dowodzone przez pułkownika G. Pechmanna von Schönau wojska cesarskie podjęły w 1627 działania przeciwko tzw. armii weimarskiej – jednej z dwóch armii duńskich, stacjonującej na Morawach i Śląsku, która zamierzała przebijać się na północ. Wskutek naporu wojsk cesarskich Duńczycy zostali przyparci do granic Rzeczypospolitej: ich główne siły przeszły polską granicę na wysokości Byczyny, a następnie podążyły wzdłuż lewego brzegu Prosny i granicy po stronie polskiej, co miało doprowadzić do pozbycia się pogoni.
W połowie lipca regiment weimarski zniszczył pod Odolanowem formowany w Rzeczypospolitej pułk księcia holsztyńskiego, przeznaczony do wsparcia wojsk cesarskich. Podczas marszu przez Wielkopolskę, mimo prób powstrzymania przez pospolite ruszenie, Duńczycy dotarli do pogranicza Rzeczypospolitej z Nową Marchią. Niewielkie siły elektora brandenburskiego ograniczyły się w obronie do spalenia mostów w Skwierzynie i Drezdenku, co na dłużej nie mogło powstrzymać marszu żołnierzy weimarskich. Protestanci przeprawili się przez Drawę, zajmując polskie zamki w Wieleniu i Człopie. Główną ich kwaterą stała się wieś Granowo na obszarze Nowej Marchii. Tymczasem 17 lipca wkroczyły tam, po szybkim marszu wzdłuż granic Rzeczypospolitej, cesarskie wojska Pechmanna von Schönau, zajmując Gorzów Wielkopolski oraz Strzelce Krajeńskie.

### Przebieg granicy marchijsko-polskiej w okolicy Granowa, Barnimia i Drawna
Na podstawie źródeł z wieku XV i późniejszych granica odcinka wschodniego Nowej Marchii przebiegała południowo-zachodnim krańcem wsi Łowicz, dalej północną granicą wsi Korytnica, która zaliczała się do nowomarchijskiego powiatu choszczeńskiego, a po drugiej stronie granicy była położona wieś Sadowo. Dalej granica państwowa przebiegała północnym krańcem pól wsi Płociczno, która należała do Marchii i stąd granica państwowa dochodziła do strugi Modrzanek, która wpływa do Stawu Młyńskiego, noszącego też nazwę Lubicz, a stąd na wschód od wsi Krępa, na południe do jeziora Płociczno i do rzeczki Płocicznej, której cały dolny bieg, stanowił granicę państwową od średniowiecza. Dalej korytem Płocicznej na południe. Następnie wzdłuż koryta tej rzeczki, przepływającej przez duże jezioro Ostrowite, dochodziła do Drawy. Dopiero od rejonu Głuska rzeka Drawa była granicą państwową i tutaj był wbity w dno rzeki żelazny pal graniczny. Dalej granica biegła już korytem Drawy, do ujścia do Noteci, gdzie tkwił podobny pal w wodzie.

### Udział Polaków
Kilka chorągwi polskich lisowczyków przeszło przez Santok na polską stronę, gdzie stacjonowały resztki formacji duńskich i śląskich. Stoczyli tam trzy potyczki, zdobywając zamki w Wieleniu i Człopie, a potem starli się z nieprzyjacielem nad Drawą, pod miejscowością Barnimie. W tej sytuacji Duńczycy armii weimarskiej podjęli odwrót w kierunku Dobiegniewa, gdzie dotarła do nich wiadomość o znajdującym się w Granowie obozie oddziałów duńskich.

## Bitwa

### Organizacja, taktyka, formacje, uzbrojenie
W potyczce pod Granowem starły się oddziały posiadające na stanie uzbrojenie typu zachodnioeuropejskiego. W armii cesarskiej, pojawiły się siły uzbrojone w stylu wschodnio - i południowoeuropejskim, reprezentowane przez oddziały Polaków i Chorwatów z regimentu Isolana. Jednostką taktyczną w bitwie pod Granowem w kawalerii i piechocie była kompania nazywana też chorągwią, rotą albo kornetem (60-100 ludzi). Kompania piechoty żołnierzy Mitzlaffa wynosiła od 70-120, a cesarskich od 150-300 żołnierzy. Organizacja regimentu konnego czy pieszego składał się z dziesięciu kompanii. Czasami niektóre z regimentów składały się z dwóch, trzech lub czterech kompanii. Półregimenty posiadały pięć kompanii. Regiment kawalerii liczył przeważnie 1000 jeźdźców, a w sztabie było 40 kawalerzystów. Żołnierze Mitzlaffa i wojsk cesarskich stanowili piechotę uzbrojoną w piki i muszkiety wraz z kawalerią. Formację wojsk duńskich i cesarskich stanowili arkebuzerzy, rajtaria, lekka kawaleria, dragoni, piechota, artyleria. Na czele danego regimentu stali oficerowie posiadający oznakę swego zwierzchnictwa w postaci partyzany lub halabardy, obok w szyku ustawiali się werbliści i fleciści.

### Uczestnicy bitwy pod Granowem

#### Strona cesarska
W składzie armii cesarskiej w bitwie pod Granowem wchodziły wojska: Walonowie, Hiszpanie, Włosi, Szkoci, Polacy, Chorwaci, Albańczycy i inni. Służyli tutaj przedstawiciele wszystkich krajów monarchii habsburskiej i podległych władzy cesarskiej. Byli także Austriacy, Niemcy, w tym Brandenburczycy i Pomorzanie, Węgrzy i nadesłanych przez króla Zygmunta III Wazę - Polacy (chorągwie lisowczyków). Oddziałami cesarskimi w bitwie dowodził pułkownik Gabriel von Pechmann.
Korpus Gabriela Pechmanna von Schönau:
| Herb/Nazwa                 | Dowódcy | Miejsce | Ilość wojska | Uzbrojenie | Rodzaj formacji | Narodowość | Herb                       |
| -------------------------- | --- | ------- | --- | --- | --- | --- | -------------------------- |
| Chorągiew wojsk cesarskich | pod dowództwem - płk Gabriela Pechmanna von Schönau ↘ 1. Daniel von Hebron 2. Johann von Merode 3. Johann Hans Ernest von Scherffenberg 4. Hans Ulryk von Schaffgotsch 5. hrabia Jakub Strozzi di Firenze 6. baron Betino Ricardia de la Trappola 7. Johann Peter Coronina 8. Hector Lodowico Isolano | Granowo | • 1000 (10 k.n.a) 1. 2000 (20 k. (10 k.n.a.) + 10 k.d.) 2. 1000 (10 k.w.r.) 3. 1000 (10 k.c.a.) 4. 500 (5k.a.) 5. 1000 (10k.a.) 6. 800 (8k.a.) 7. 500 (5k.a.) 8. 800 (4 k. Chorwatów, 4 k. Polaków) | • szabla • lekki miecz • krótka broń palna • muszkiet • rusznica • arkebuz • pika • rapier • sztylet • halabarda • łuk refleksyjny • pika • rohatyna • pistolet • bandolet • nadziak • czekan • koncerz | 1. Arkebuzerzy • Niemcy (5,400) • Czesi (1000) • Włosi (800) 2. Rajtaria • Walonia (1000) 3. Lekka kawaleria • Chorwacy (600) • Polacy (200?) • inna kawaleria (brak danych) 4. Dragoni • Niemcy (1000) 5. Piechota • (brak danych) 6. Artyleria • (brak danych) | 1. Niemcy ↘ • Austriacy • Pomorzanie • Ślązacy (4929) 2. Walonowie (1000) 3. Włosi (800) 4. Czesi (800) 5. Chorwaci (600) 6. Polacy (200) 7. Branderburczycy (?) 8. Szkoci (?) 9. Hiszpanie (?) | 1. 2. 3. 4. 5. 6. 7. 8. 9. |

#### Strona duńska
W bitwie pod Granowem walczyli żołnierze różnych narodowości. Do armii Mansfelda i weimarskiego księcia Jana Ernesta, a po ich śmierci komisarza wojennego Joachima von Mitzlaffa, werbowano żołnierzy o wielu narodowościach, byli to: Niemcy, Francuzi, Szwajcarzy, Włosi, Czesi (regiment czeskich emigrantów politycznych, liczących 500 żołnierzy z dowódcą pułkownikiem Bubną), Morawianie, Holendrzy (regiment holenderski pułkownika Farenze), Anglicy, Szkoci oraz Niemcy z różnych krajów Rzeszy, a najwięcej z Weimaru, Saksonii, Turyngii, Brandenburgii, Holsztynu, Palatynatu, Śląska i z Pomorza. Byli też i Polacy jak szlachcic Zaborowski z Litwy.
Korpus Joachima von Mitzlaffa:
| Herb/Nazwa                  | Dowódcy | Miejsce | Ilość, rodzaj wojska | Uzbrojenie | Rodzaj formacji | Narodowość | Herb                    |
| --------------------------- | --- | ------- | --- | --- | --- | --- | ----------------------- |
| Chorągiew wojsk króla Danii | pod dowództwem - • komisarza wojennego Joachima von Mitzlaffa ↘ 1. płk Wolf Henryk von Baudis vel Baudissin (r.) 2. płk Henryk Holck (r.) 3. płk Daniel von Herbon (r.) 4. płk Andreasa Kochcicki (r.) 5. płk Kaldenhof (r.) 6. płk Ercken (r.) 7. płk Daniel du Meny vel Dumeni (r.) 8. płk Balthazar Adrian von Flodorp (r.) 9. płk Kinsky (r.) 10. płk Jurgen von Rohr (r.) 11. płk Schlammersdorf (r.) 12. płk Bubna (r.) 13. mjr Kugkler (d.) 14. kpt Brönck (d.) 15. płk Rantzau (p.) | Granowo | 100 (sztab) ↘ 1.1000 (10 k.r.) 2. 1000 (10k.r.) 3. 600 (6k.r.) 4. 400 (4k.r.) 5. 200 (4k.r.) 6. 300 (3k.r.) 7. 120 (1k.r.) 8. 100 (1k.r.) 9. 80 (1k.r.) 10. 400 (4k.r.) 11. 200 (2k.r.) 12. 500 (5k.r.) 13.400 (4k.d.) 14. 200 (5k.d.) 15. 800 (5k.d.) | • rapier, szabla • muszkiet • pistolet • rusznica • arkebuz, pika • rohatyna • bandolet • nadziak, czekan • koncerz • lekki miecz • krótka broń palna • sztylet, halabarda | 1. Arkebuzerzy • (brak danych) 2. Rajtaria • (4,900) 3. Lekka kawaleria • (brak danych) 4. Dragoni • (600) 5. Piechota • (800) 6. Artyleria • (5 dział) | 1. Niemcy ↘ Weimarscy Pomorzanie Ślązacy Brandeburczycy inni ↘ (2200) 2. Duńczycy (2000) 3. Czesi (2020) 4. Szkoci (?) 5. Anglicy (?) 6. Polacy (?) 7. Francuzi (?) 8. Holendrzy (?) | 1. 2. 3. 4. 5. 6. 7. 8. |

### Przebieg bitwy
3 sierpnia 1627 obozujące w Granowie ok. 5-tysięczne wojska protestanckie, którymi po śmierci Mansfelda dowodził komisarz Joachim von Mitzlaff, a po jego ucieczce z Granowa, dowodzenie przejął pułkownik Henryk Wolf von Baudis, zostały ok. godz. 4:00 zaatakowane przez oddziały armii cesarskiej, liczące blisko 7 tysięcy żołnierzy (Walonów, Austriaków, Niemców, Czechów, Chorwatów, Polaków), pod komendą  płk Gabriela Pechmanna von Schönau, płk Johanna von Merode, płk Daniela von Herbona i innych dowódców regimentów wojsk cesarskich. Podczas ataku wojsk cesarskich panice ulegli niektórzy oficerowie i żołnierze oddziałów duńskich. Wśród tych, którzy podjęli ucieczkę był płk Kochcicki i komisarz Mitzlaff. Wojska cesarskie zajęły Granowo. Na czele oddziałów duńskich stanął płk Baudis. Po początkowym zaskoczeniu i sukcesie żołnierzy cesarskich, Duńczycy zaczęli odzyskiwać teren, na co wpływ miało również kontruderzenie pułku duńskiego stacjonującego tej nocy w pobliskim Krzęcinie. Dowodzący nim pułkownik Henryk Holck natarł na cesarski regiment Merodego i usiłując się przebijać dotarł w pobliże wsi, nie mogąc jednak okazać skutecznego wsparcia pozostałym oddziałom weimarczyków. 
Tymczasem w Granowie piechurzy duńscy i śląscy powstrzymali napór nieprzyjaciela, a nawet wyparli go ze wsi. Podczas przegrupowania wojsk katolickich śmiertelną ranę otrzymał pułkownik Pechmann; Merode jako jego następca dokończył przegrupowania i ponownie starł się z weimarczykami. Ich tyły zaatakowały oddziały chorwackie, które pozostawały dotąd w odwodzie pod dowództwem pułkownika Isolana. Przełamali szeregi duńskie rozbijając je, powodując, że pozostałe pododdziały duńskie rozpierzchły się. Do końca opór stawiali żołnierze płk Baudissa. 
Część rozgromionych Duńczyków została zmuszona do ucieczki pod Jagów, pozostali przebijali się z okrążenia we wszystkich niemal kierunków, w tym w kierunku na Pełczyce i Pyrzyce. Miało to być osiem kompanii (inne źródła podają jedenaście kompanii), które uciekały w kierunku pomorskiej granicy i skapitulowały koło Pełczyc. Inne źródła wskazują, że pod Jagowem zostało wziętych do niewoli 60 rajtarów duńskich z dwoma sztandarami. Dokładne miejsce kapitulacji pod Jagowem nie jest znane. W składzie tych kornetów kawalerii, które poddały się wojskom cesarskim pod Jagowem, były resztki kilku kompanii Baudissa i z ostatnich kompanii płk Holcka, którymi dowodził płk Bubna, który postanowił przyjąć propozycję o kapitulacji. Rokowania z Bubną podjął płk hrabia Merode, akt kapitulacji podpisano w Granowie 3 sierpnia 1627. W zaciętych walkach ciężkiej i lekkiej kawalerii poległo kilkuset żołnierzy, głównie duńskich i śląskich, a kilka tysięcy dostało się do cesarskiej niewoli.
Klęska w tej największej na Pomorzu Zachodnim (wtedy Nowej Marchii) bitwie, wraz z unicestwieniem jednej z dwóch armii, dopełniła niepowodzeń Danii w wojnie trzydziestoletniej. Wojska cesarskie przerzucono na północny zachód i do końca 1627 wyparto Duńczyków z obszaru niemal całych Niemiec. 12 maja 1629 król duński Chrystian IV został zmuszony do podpisania pokoju w Lubece i zaprzestania działań zbrojnych.

### Straty
Według dawnej historiografii oraz badań historyków dr Brzustowicza, profesora Szultki, regionalisty historyka Szutowicza, na polu bitwy pod Granowem poległo 500-600 żołnierzy. Polegli to w większości Duńczycy, cesarskich była tylko niewielka ilość. Najwięcej ofiar po stronie duńskiej padło podczas zajmowania Granowa przez oddziały cesarskie w pierwszym ataku. Ale są też źródła podające, że w bitwie padło wielu żołnierzy cesarskich, bowiem pod Granowem doszło do bardzo ciężkich walk kawaleryjskich. Niestety źródła te nie podają dokładnej liczby poległych i rannych po stronie cesarskiej. Podczas walk z regimentem Holcka koło Granowa został śmiertelnie ranny, trafiony w pierś kulą muszkietową płk Pechmann. Dowodzenie przejął płk hrabia Merode. Historyk dr Grzegorz Jacek Brzustowicz wskazuje, że z podsumowania poniesionych strat, wynika, że mogło to być może nawet około tysiąca żołnierzy, z których część sama przedarła się przez Odrę w następnych dniach.

## Upamiętnienie
Walki pod Granowem, Barnimiem i Drawnem zostały upamiętnione koło kościoła w Granowie tablicą pamiątkową, poświęconą wszystkim walczącym i poległym. W 2007 zorganizowano pierwsze obchody rocznicowe w związku z 380 rocznicą tych wydarzeń. Po dziesięciu latach Urząd Gminy w Krzęcinie zorganizował obchody 390 rocznicy bitwy pod Granowem, a zarazem potyczki pod Barnimiem. W czasie obchodów odbyła się uroczysta msza święta w intencji poległych w Gralewie i w Barnimie. Zorganizowano wystawy, odbyła się konferencja popularno-naukowa oraz Polsko - Niemieckie warsztaty kulturalno-naukowe „Krajobraz Kulturowy Gminy Krzęcin: Pogranicze Nowej Marchii i Pomorza Zachodniego”.

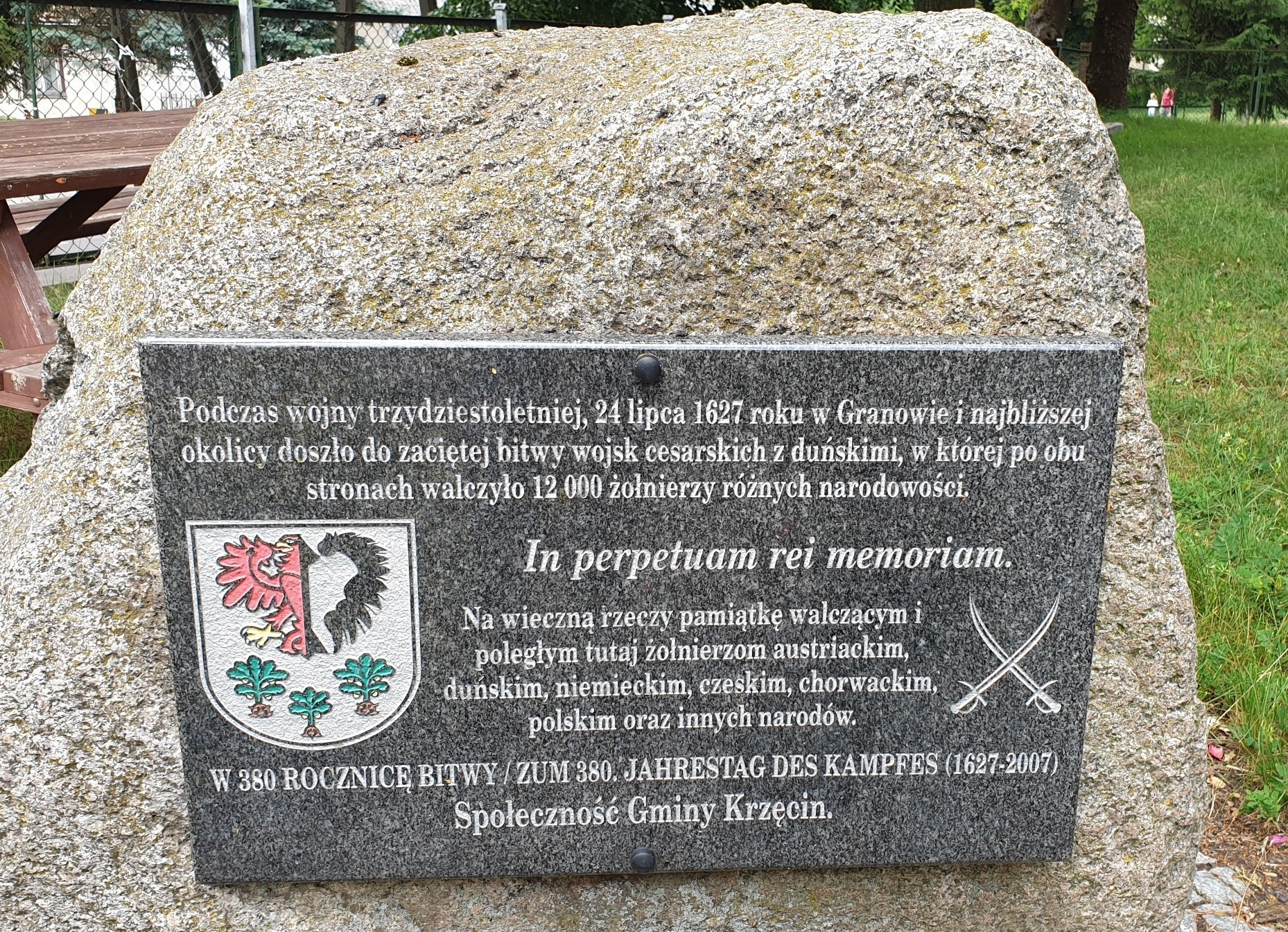
Tablica upamiętniająca bitwę pod Granowem i potyczkę pod Barnimiem

Zaprezentowano także widowisko „Zapomniani bohaterowie”, które zostało przygotowane przez nauczycieli i uczniów ZS nr 1 w Choszcznie. W epilogu widowiska wybrzmiały słowa:

 O tej bitwie krwawej, jeszcze nasze dzieci
 Bedą opowiadać, pisać, wnukom dadzą księgi
 By o weteranach, słyszał kraj daleki
 By nie zapomnieli o nich, nasi następcy na wieki
Będą pokarmem legend i baśni
Pomnikiem chwały i ludzkiej waśni
 Zatopionym w cierpieniu i polnych wrzosach
Symbolem śmierci w okrutnych czasach

Pierwszy dzień obchodów zakończył apel poległych i salwa honorowa kompanii honorowej pododdziału z Choszczna 12 Brygady Zmechanizowanej. W drugim dniu obchodów odbył się pokaz musztry i ćwiczeń żołnierskich oraz zaprezentowano rekonstrukcję bitwy, w której uczestniczyła prawie stuosobowa grupa z Czech pod dowództwem Ilji Freiberga i Piotra Duszy. Działania żołnierzy rekonstruktorów powodował: huk wystrzałów armatnich, strzały z muszkietów, szczęk broni białej, dźwięki trąb bojowych. Żołnierze nosili błyszczące hełmy, byli ubrani w bufiaste kolorowe kaftany, nieśli na ramieniu muszkiety lub włócznie. Mieszkańcy Barnimia podczas rekonstrukcji, mogli wyobrazić sobie wydarzenia, które rozegrały się nad rzeką przed wiekami. Efekty pirotechniczne oddawały nastrój sprzed 390 lat. 1 i 3 sierpnia 2022, mija 395, a w 2027 400 rocznica wydarzeń pod Granowem, Barnimiem i Drawnem.